# Crescent City (California)
Crescent City es la única ciudad incorporada del condado de Del Norte, California, Estados Unidos, y es la sede del condado. Su nombre literalmente en español significa «creciente», y su origen está en la forma de media luna de un tramo de playa al sur de la ciudad. En el censo de 2000, la ciudad tenía una población total de 4.006 habitantes, sin incluir a los 3300 prisioneros en la Prisión Estatal de la Bahía Pelican. Crescent City es también el emplazamiento donde se encuentra el parque nacional Redwood.

## Geografía
Según la Oficina del Censo de los Estados Unidos, la ciudad tiene un área total de 2,1 millas cuadradas (5,3 km²), de la cual, 1,8 millas cuadradas (4,6 km²) es tierra y el 0,3 millas cuadradas (0,7 km²) es agua. El área total es 13,59% agua.
Crescent City está a 20 millas de la frontera estatal de California y Oregón.
La desembocadura de Elk Creek, al océano Pacífico, está en esta ciudad.

## Tsunamis
Esta ciudad ubicada en la costa del océano Pacífico, con una geografía sumamente expuesta, es particularmente susceptible a los tsunamis. Buena parte de la ciudad fue totalmente destruida por la ola gigantesca originada en el gran terremoto de Alaska de 1964. En fecha más reciente, el puerto de la ciudad sufrió graves daños ocasionados por el tsunami de Japón de 2011; varias decenas de navíos y los muelles en los que estaban amarrados fueron destruidos por el oleaje.